# 청주시 흥덕구 (1996년 선거구)
청주시 흥덕구는 대한민국의 옛 국회의원 선거구이다. 당시 청주시 흥덕구 일대를 관할하였다.

## 역사
1995년 1월 1일에 청주시에 구제가 실시되면서 흥덕구가 설치되었다. 이에  대한민국 제15대 국회의원 선거를 앞두고 청주시 을 선거구가 청주시 흥덕구 선거구로 개편되었다. 
대한민국 제17대 국회의원 선거를 앞두고 청주시 흥덕구 선거구가 청주시 흥덕구 갑, 청주시 흥덕구 을 선거구로 분구되면서 폐지되었다.

## 역대 국회의원
| 선거   | 정당 | 정당         | 의원   |
| ------ | ---- | ------------ | ------ |
| 1996년 |      | 자유민주연합 | 오용운 |
| 2000년 |      | 한나라당     | 윤경식 |

## 역대 선거 결과

### 대한민국 제15대 국회의원 선거
|  | 43.40% |

|  | 20.97% |

|  | 17.37% |

|  | 9.48% |

|  | 8.13% |

|  | 0.62% |

### 대한민국 제16대 국회의원 선거
|  | 31.08% |

|  | 26.74% |

|  | 25.75% |

|  | 13.53% |

|  | 2.87% |